# Pol Cunyat i Gas
Pol Cunyat i Gas   (Sant Celoni, 1979) és un dibuixant català.
Va estudiar a l'Escola de Còmic Joso de Barcelona i es va especialitzar en manga i animació, a més de fer un cicle superior d'il·lustració a l'Escola d'Art Serra i Abella de l'Hospitalet de Llobregat. En destaca la col·laboració amb el guionista Josep Busquet, amb qui va publicar el seu primer còmic llarg Li: La Sonrisa del Mono (2009).

## Obres

### Còmics
- 2009 Li: La Sonrisa del Mono. Planeta deAgostini.[4]
- Artspace. Revista Esquitx.
- Pinya Colada. Revista Tretzevents.
- 2018 The Timely Adventures of Captain Clock. Franklin Watts.

### Contes
- 2011 L'espasa d'en Soler de Vilardell. Ajuntament de Sant Celoni.
- 2014 En Bernat i el pirata Barba-rossa. Publicacions de l'Abadia de Montserrat.[5]
- 2016 Jaume I i el Vuitè Passadís. Publicacions de l'Abadia de Montserrat.
- 2017 Aladí i la llàntia Meravellosa. Publicacions de l'Abadia de Montserrat.
- 2017 Thud & Blunder. Capstone.
- 2018 Supersustos: Dentro del retrato perverso. Destino infantil y juvenil, Editorial Planeta S.A.
- 2019 Contes des de la Presó. Ara Llibres.
- 2019 Rasi y otros Superhéroes del Mundo Animal. Ediciones SM.